# Liste der Naturdenkmale in Hornbach
Die Liste der Naturdenkmale in Hornbach nennt die im Gemeindegebiet von Hornbach ausgewiesenen Naturdenkmale (Stand 23. Mai 2024).

## Naturdenkmale
| Nr.         | Bezeichnung               | Lage                                                 | Beschreibung             | Bild                                    |
| ----------- | ------------------------- | ---------------------------------------------------- | ------------------------ | --------------------------------------- |
| ND-7340-247 | Linden- und Birkenallee   | östlich des Ortes am Friedhof Lage                   | Tilia sp. und Betula sp. | Direkt Bild zu diesem Denkmal hochladen |
| ND-7340-248 | Edelkastanie              | nördlich des Ortes; Flur Am Rebenberg Lage           | Castanea sativa          | Direkt Bild zu diesem Denkmal hochladen |
| ND-7340-331 | Lindenallee am Sportplatz | südlich des Ortes zwischen Sportplatz und L 479 Lage | Tilia sp.                | Direkt Bild zu diesem Denkmal hochladen |